# ショック賞
ショック賞（スウェーデン語: Schockprisen）は、哲学者であり芸術家でもあったロルフ・ショック（1933年 - 1986年）の遺志により創設された賞。1993年にスウェーデンのストックホルムで授賞式が行われて以来、おおよそ2年毎に顕彰されている。
「論理学・哲学」「数学」「視覚藝術」「音楽藝術」の4部門があり、受賞者はスウェーデン王立科学アカデミーが各部門ごとに組織する選考委員会によって決定される。受賞者には40万スウェーデン・クローナが贈られ、受賞記念講演を行う。

## 受賞者一覧

### 論理学・哲学
| 年     | 受賞者                                        | 国                              |
| ------ | --------------------------------------------- | ------------------------------- |
| 1993年 | ウィラード・ヴァン・オーマン・クワイン        | アメリカ合衆国                  |
| 1995年 | マイケル・ダメット                            | イギリス                        |
| 1997年 | デイナ・スコット                              | アメリカ合衆国                  |
| 1999年 | ジョン・ロールズ                              | アメリカ合衆国                  |
| 2001年 | ソール・クリプキ                              | アメリカ合衆国                  |
| 2003年 | ソロモン・フェファーマン                      | アメリカ合衆国                  |
| 2005年 | ヤーッコ・ヒンティッカ                        | フィンランド / アメリカ合衆国   |
| 2008年 | トマス・ネーゲル                              | ユーゴスラビア / アメリカ合衆国 |
| 2011年 | ヒラリー・パトナム                            | アメリカ合衆国                  |
| 2014年 | デレク・パーフィット                          | イギリス                        |
| 2017年 | ルース・ミリカン                              | アメリカ合衆国                  |
| 2018年 | サハロン・シェラハ                            | イスラエル                      |
| 2020年 | タグ・プラウィッツ ペール・マルティン＝レーフ | フィンランド                    |
| 2022年 | デイヴィッド・カプラン                        | アメリカ合衆国                  |
| 2024年 | ハンス・カンプ イレーネ・ハイム               | ドイツ                          |

### 数学
| 年     | 受賞者                     | 国                          |
| ------ | -------------------------- | --------------------------- |
| 1993年 | エリアス・スタイン         | アメリカ合衆国              |
| 1995年 | アンドリュー・ワイルズ     | イギリス / アメリカ合衆国   |
| 1997年 | 佐藤幹夫                   | 日本                        |
| 1999年 | ユーリ・マニン             | ロシア / ドイツ             |
| 2001年 | エリオット・H・リーブ      | アメリカ合衆国              |
| 2003年 | リチャード・スタンレー     | アメリカ合衆国              |
| 2005年 | ルイス・カッファレッリ     | アメリカ合衆国              |
| 2008年 | エンドレ・セメレディ       | ハンガリー / アメリカ合衆国 |
| 2011年 | ミハエル・アッシュバッハー | アメリカ合衆国              |
| 2014年 | 張益唐                     | アメリカ合衆国              |
| 2017年 | リチャード・シェーン       | アメリカ合衆国              |
| 2018年 | ロナルド・コイフマン       | アメリカ合衆国              |
| 2020年 | ニコライ・カマロフ         | アメリカ合衆国 / ロシア     |
| 2022年 | ジョナサン・ピラ           | アメリカ合衆国              |
| 2024年 | 楊麗笙                     | アメリカ合衆国              |

### 視覚藝術
| 年     | 名前                                            | 国                          |
| ------ | ----------------------------------------------- | --------------------------- |
| 1993年 | ホセ・ラファエル・モネオ                        | スペイン                    |
| 1995年 | クレス・オルデンバーグ                          | アメリカ合衆国              |
| 1997年 | トルステン・アンデルソン                        | スウェーデン                |
| 1999年 | ジャック・ヘルツォーク、ピエール・ド・ムーロン  | スイス                      |
| 2001年 | ジュゼッペ・ペノーネ                            | イタリア                    |
| 2003年 | スーザン・ローゼンバーグ                        | アメリカ合衆国              |
| 2005年 | 妹島和世 西沢立衛                               | 日本                        |
| 2008年 | モナ・ハトゥム                                  | レバノン / イギリス         |
| 2011年 | マルレーネ・デュマス                            | 南アフリカ共和国 / オランダ |
| 2014年 | アンヌ・ラカトン ジャン・フィリップ・ヴァッサル | フランス                    |
| 2017年 | ドリス・サルセド                                | コロンビア                  |
| 2018年 | アンドレア・ブランジ                            | イタリア                    |
| 2020年 | フランシス・アリス                              | ベルギー                    |
| 2022年 | レム・コールハース                              | オランダ                    |
| 2024年 | スティーヴ・マックイーン                        | イギリス                    |

### 音楽藝術
| 年     | 名前                               | 国             |
| ------ | ---------------------------------- | -------------- |
| 1993年 | イングヴァル・リドホルム           | スウェーデン   |
| 1995年 | ジェルジ・リゲティ                 | ハンガリー     |
| 1997年 | ヨルマ・パヌラ                     | フィンランド   |
| 1999年 | クロノス・クァルテット             | アメリカ合衆国 |
| 2001年 | カイヤ・サーリアホ                 | フィンランド   |
| 2003年 | アンネ・ゾフィー・フォン・オッター | スウェーデン   |
| 2005年 | マウリツィオ・カーゲル             | ドイツ         |
| 2008年 | ギドン・クレーメル                 | ラトビア       |
| 2011年 | アンドルー・マンゼ                 | イギリス       |
| 2014年 | ヘルベルト・ブロムシュテット       | スウェーデン   |
| 2017年 | ウェイン・ショーター               | アメリカ合衆国 |
| 2018年 | バーバラ・ハンニガン               | カナダ         |
| 2020年 | クルターグ・ジェルジュ             | ハンガリー     |
| 2022年 | ヴィキングル・オラフソン           | アイスランド   |
| 2024年 | ウム・サンガレ                     | マリ           |